# Stio
Stio är en ort och kommun i provinsen Salerno i regionen Kampanien i Italien. Kommunen hade 853 invånare (2017).